# Maxima (гурт)
Maxima — музичний проєкт української співачки Юлії Донченко та музичного продюсера Віталія Клімова, відомий своєю співпрацею з багатьма визначними вітчизняними виконавцями.

## Історія
Юлія Донченко розпочала свою музичну кар'єру у Львові, гітаристкою-вокалісткою жіночого рок-гурту «Леді». Група проіснувала недовго і за деякий час Юлія стала бек-вокалісткою популярних проєктів «Муслім», «Лесик-бенд». Згодом вона перейшла до легендарних «Братів Гадюкіних».
На початку 1995-го року Юлія залишила «Братів» разом із гітаристом Андрієм Партикою для створення власного проєкту «Гавайські Гітари». Гурт проіснував кілька років, випустив реліз «Якщо є життя на тому світі», та встиг викликати зацікавленість фахівців і фанів абсолютно новою, на той час, музичною стилістикою, такою собі американізованою гітарною поп-музикою у стилі Шеріл Кроу.
В ефірі українських радіостанцій «Максима» вперше з'явилась у 2005 році з піснею «У раю».
Пізніше Юлія переїхала до Києва, де починається робота над новими піснями, новими образами. Через чотири роки, протягом яких записувались пісні до альбому «Ми взірвемо (ви́садимо) світ любов'ю», з'явився новий музичний проєкт «Максими». Зацікавившись філософією та концепцією «Максими», та ознайомившись із пісенним матеріалом гурту, свою допомогу музикантам запропонував продюсер Віталій Климов.
Восени 2008 року «Максима» представила свій альбом публіці та отримала гарні відгуки критиків та шанувальників. Пісні з альбому «Ми взірвемо (ви́садимо) світ любов'ю» неодноразово посідали найвищі місця в хіт-парадах. М'який вокал та ніжний текст пісень роблять її дійсно явищем у жіночій вокалістці. А її творче мислення перетворює банальні історії на філософські, ліричні і часом іронічні розповіді, які не набридає слухати знову і знову.